# Royal Malta Yacht Club
Der Royal Malta Yacht Club (RMYC) ist ein Yachtclub in der Ta’ Xbiex Marina, Ta' Xbiex auf Malta.

## Geschichte

### Gründung
Das Datum der ersten Gründung des Royal Malta Yacht Club kann nicht genau ermittelt werden, obwohl es Indizien über die Existenz eines Yachtclubs in Malta bereits im Jahr 1835 gibt. Es ist jedoch bekannt, dass die Britische Admiralität im Jahr 1873 eine Anweisung erließ, der die Verwendung des Blue Ensign autorisierte (1894 erneuert und 1935 neu ausgestellt). 1892 hatte der Yachtclub seinen Tiefpunkt erreicht und hörte praktisch auf zu existieren.
Um 1896 gründete eine kleine Gruppe von Seglern, die in Malta ansässig waren und als Syndikat einen 30-Tonnen-Kutter namens Rhoda besaßen, einen Verein, den sie daher Rhoda Sailing Club nannten. Anfangs galt ihr Interesse vor allem dem Fahrtensegeln, später wurden jedoch Rennen für Jollen und kleine lokale Boote veranstaltet, die andere begeisterte Segler anzog, die nicht Mitglieder des ursprünglichen Clubs waren. Diese aktiven Segler gründeten 1905 den Mediterranean Skiff Club und entschieden sich für das 14-Fuß große West of England Conference Dinghy als ihre Rennklasse. Der Mediterranean Skiff Club bestand bis 1916, als er auf Beschluss der Mehrheit seiner Mitglieder aufgelöst wurde.

### Neugründung
Im Jahr 1921 wurde der Club unter dem Titel Malta Yacht Club neu gegründet und bis 1928 versuchte man, die offizielle Anerkennung des Präfixes Royal zu erhalten, auch weil die Britische Admiralität einige Jahre zuvor diese Bezeichnung bei der Kommunikation mit dem Club verwendet hatte.
Im Jahr 1929 gründete man nach einer erfolgreichen Motorbootregatta der Malta Motor Boat Club. Ein Jahr später schlossen sich 1930 die beiden Yachtclubs unter dem älteren Titel Malta Yacht Club zusammen, mit dem erklärten Ziel, einen gemeinsamen Treffpunkt für den maltesischen und englischen Teil der Insel zu schaffen.
Im August 1935 gewährten die Lords Commissioners der Britischen Admiralität dem Royal Malta Yacht Club die Einsetzung des früheren Privilegs, dass die Eigner die Blue Ensign als Seeflagge setzen konnten.
Nach Ausbruch des Krieges mit Italien im Jahr 1940 stellte der Club seine Tätigkeit ein. Ein Jahr später empfahlen einige der aktiven Mitglieder, verstärkt durch einige Segelbegeisterte, die zur Verstärkung der Garnison angereist waren, den Regattasport wieder aufzunehmen. Die Angriffe der Deutschen Luftwaffe und die erstickenden Wirkung der eigenen Nebelwände machten den Rennsport dann unmöglich. Am 18. Juli 1942 zerstörte eine Bombe das Clubhaus vollständig und viele Boote gingen verloren oder wurden stark beschädigt.

### Nachkriegszeit
Erst seit 1944 war es möglich, genügend Segler zusammenzubringen, die Regatten segeln wollten rennen und bereit waren den Club neu zu beleben. St. Rocco Baths wurden bis 1950 als temporäres Clubhaus genutzt. Boote, die den Club wegen Verkaufs verlassen hatten, wurden aufgespürt und zurückgekauft. Die Yachtrümpfe, Segel und Ausrüstung wurden erneuert oder repariert und man nahm den Rennsport zunächst in kleinem, später aber stetig wachsendem Maßstab wieder auf. Im Jahr 1945 wurde die jährliche Club-Regatta wiederbelebt und zum ersten Mal seit dem Krieg wurden Langstrecken-Jollenrennen ausgetragen. Das Clubhaus in Floriana (Hay Wharf) wurde Ende 1949 an seinem ehemaligen Standort wieder aufgebaut und der Club konnte so seine ursprünglichen Räumlichkeiten wieder nutzen.

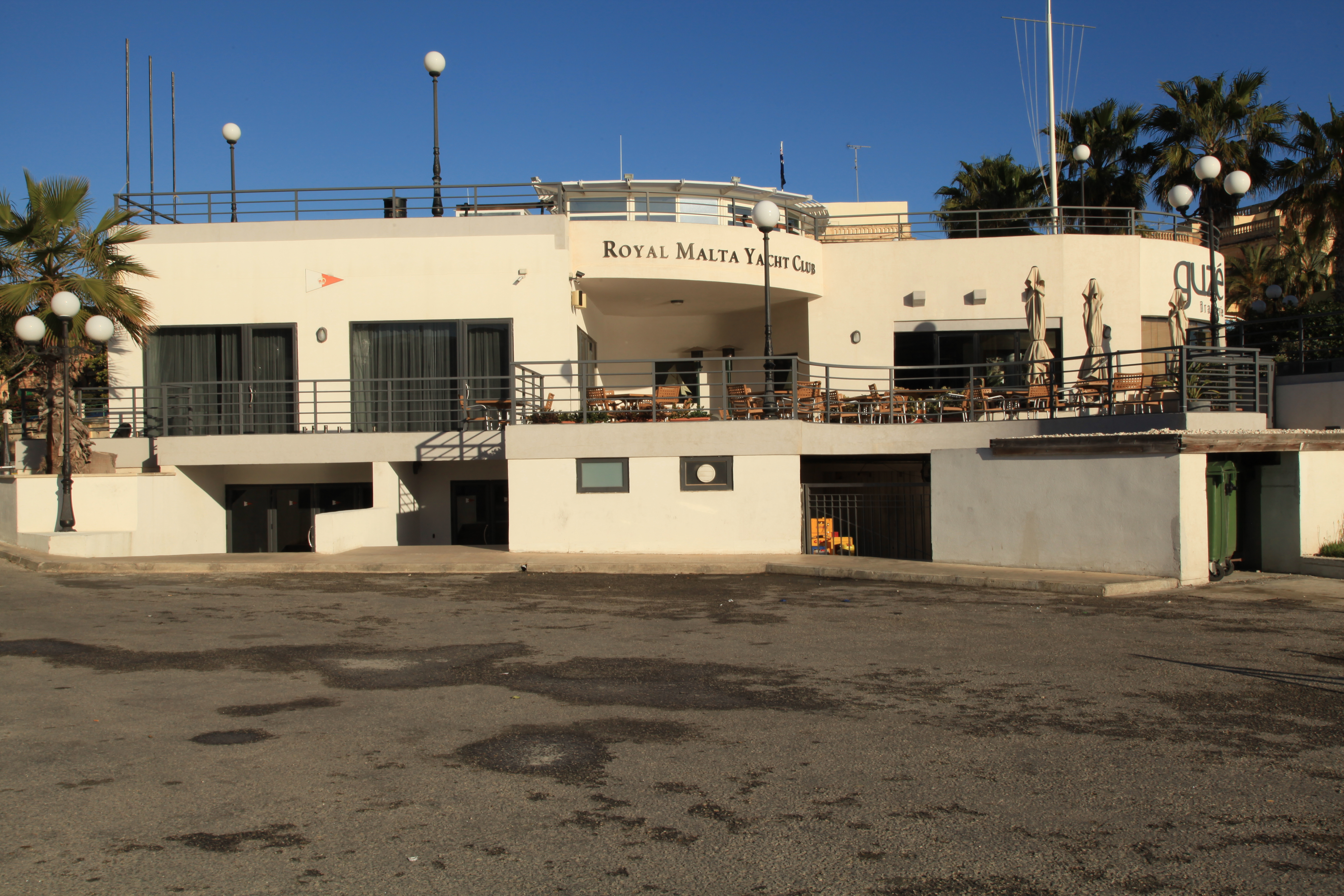
Royal Malta Yacht Club in Ta' Xbiex

### Regatta-Aktivitäten
Im Jahr 1952 veranstaltete man die ersten Offshore-Rennen für 30- und 50-Quadratmeter-Yachten und begann regelmäßige Regatten zu verschiedenen Häfen in Sizilien, Libyen und Tunesien auszuschreiben. Im Jahr 1968 wurde das erste Middle Sea Race (heute: Rolex Middle Sea Race) rund um Sardinien mit Start- und Zielpunkt Malta gesegelt. Im Jahr 1987 folgte der erste Start des Rennens Rimini-Malta-Rimini.
Im Jahr 1970 zog der Club um von Hay Wharf, Floriana, nach Fort Manoel, Manoel Island. Hay Wharf wurde für die Dinghy-Sektion des Clubs weiterhin genutzt, aber 1982 aufgegeben. Fort Manoel, das 1755 von den französischen Militäringenieuren René Jacob de Tigné und Charles François de Mondion fertiggestellt wurde, hat ein bemerkenswert feines Design und ein äußerst beeindruckendes Tor, das vom Marsamxett Harbour deutlich sichtbar ist; ursprünglich beherbergte der Komplex etwa 500 Soldaten. Das Fort bietet auch einen herrlichen Blick auf Valletta und den Hafen.
Im Club wurde im Jahr 1972 der Posten des Kommodore, den früher der Generalgouverneur innegehabt hatte, zum Präsidenten des Clubs geändert und der Posten des Kommodore vom Vorsitzenden des Generalkomitees übernommen.
1975 initiierte der Club die Gründung der Malta Yachting Federation mit dem Ziel, dass diese Funktion, die dem Club von der maltesischen Regierung (National Sports Board) gewährt wurde, als nationale Behörde und Kontrollstelle für den Segelsport in Malta fungierte.
1978 wurde der Name des Clubs in Valletta Yacht Club geändert und die Maritime Flagge von Malta wurde zum Wappen des Clubs.
Am 13. November 1990 erhielt der Club wieder den ursprünglichen Namen Royal Malta Yacht Club (RMYC) zurück.

### Aktuelles Clubhaus
Im Jahr 2008 schloss der Kommodore Georges Bonello DuPuis des Royal Malta Yacht Club eine Vereinbarung mit der maltesischen Regierung ab, das Clubhaus von Fort Manoel in das alte Zollhaus in Ta' Xbiex zu verlegen. Ein Schritt, der einen Wendepunkt in der Vereinsgeschichte darstellte. Er führte eine Spendenaktion durch und schaffte es, das heruntergekommene Gebäude zu einem modernen Yachtclub mit modernen Einrichtungen wie Yachthafen, Turnhalle, Büros und Konferenzräumen zu renovieren. Diese Investition betrug über 1,5 Millionen Euro. Am 28. November 2008 zog das RMYC nach rund 40 Jahren von Manoel Island in sein neues Clubhaus in Ta’Xbiex um.